# Еліс Маккенніс-Дюран
Еліс Маккенніс-Дюран (18 серпня 1989 , Ґленвуд-Спрінґс, Колорадо ) — колишня американська гірськолижниця, що спеціалізувалася на швидкісному спуску та супергіганті. Учасниця зимових Олімпійських ігор 2010 і 2018.

## Результати в Кубку світу
Усі результати наведено за даними Міжнародної федерації лижного спорту.

### Підсумкові місця в Кубку світу за роками
| Сезон | Вік | Загальний залік | Слалом     | Гігантський слалом | Супергігант | Швидкісний спуск | Гірськолижна комбінація |
| ----- | --- | --------------- | ---------- | ------------------ | ----------- | ---------------- | ----------------------- |
| 2010  | 20  | 59              | —          | —                  | 46          | 20               | —                       |
| 2011  | 21  | 85              | —          | —                  | 46          | 32               | —                       |
| 2012  | 22  | 61              | —          | —                  | —           | 20               | —                       |
| 2013  | 23  | 41              | —          | —                  | —           | 10               | —                       |
| 2014  | 24  | травмована      | травмована | травмована         | травмована  | травмована       | травмована              |
| 2015  | 25  | 56              | —          | —                  | 50          | 23               | —                       |
| 2016  | 26  | 66              | —          | —                  | 52          | 26               | —                       |
| 2017  | 27  | 78              | —          | —                  | 44          | 34               | —                       |
| 2018  | 28  | 45              | —          | —                  | 33          | 18               | —                       |
| 2019  | 29  | травмована      | травмована | травмована         | травмована  | травмована       | травмована              |
| 2020  | 30  | 65              | —          | —                  | 33          | 28               | —                       |

### П'єдестали в окремих заїздах
- 1 перемога – (1 ШС)
- 2 п'єдестали – (2 ШС)

| Сезон | Дата            | Місце проведення    | Дисципліна       | Місце |
| ----- | --------------- | ------------------- | ---------------- | ----- |
| 2013  | 12 січня 2013   | Ст. Антон (Австрія) | Швидкісний спуск | 1-ше  |
| 2018  | 14 березня 2018 | Оре (Швеція)        | Швидкісний спуск | 3-тє  |

## Результати на чемпіонатах світу
Усі результати наведено за даними Міжнародної федерації лижного спорту.
| Рік  | Вік | Слалом | Гігантський Слалом | Супергігант | Швидкісний спуск | Гірськолижна комбінація |
| ---- | --- | ------ | ------------------ | ----------- | ---------------- | ----------------------- |
| 2013 | 23  | —      | —                  | —           | 17               | —                       |

## Результати на Олімпійських іграх
Усі результати наведено за даними Міжнародної федерації лижного спорту.
| Рік  | Вік | Слалом     | Гігантський Слалом | Супергігант | Швидкісний спуск | Гірськолижна комбінація |
| ---- | --- | ---------- | ------------------ | ----------- | ---------------- | ----------------------- |
| 2010 | 20  | —          | —                  | —           | Диск.            | —                       |
| 2014 | 24  | травмована | травмована         | травмована  | травмована       | травмована              |
| 2018 | 28  | —          | —                  | 16          | 5                | —                       |